# Baden (Schiff, 1935)
Das Motorschiff Baden – es hat als eines der wenigen deutschen Bodenseeschiffe nie seinen Namen geändert – ist ein Passagierschiff auf dem Bodensee. Die Baden war das erste Dreideck-Motorschiff der Bodenseeflotte. Zwei Tage später folgte mit der ebenfalls neuen Deutschland (Hafen Lindau) das zweite Dreideckschiff, der Umbau der Allgäu erfolgte ebenfalls 1935. Die Baden ist das derzeit älteste aktive Fahrgastschiff der Bodensee-Schiffsbetriebe.

## Geschichte

### 1935–1945
Die Kiellegung für den Neubau des Motorschiffes erfolgte in der Bodan-Werft in Kressbronn am Bodensee. Bereits am 4. Juni 1935 fand die Jungfernfahrt statt. Der Schiffsname „Baden“ steht in einer Tradition gleichnamiger Reichsbahn-Schiffe – Dampfschiff Baden von 1871 und Motorschiff Baden von 1932.
Äußerlich auffallend bei der Baden ist außer dem langgezogenen Bug und dem kurzen Spiegelheck die erstmals bei einem Bodenseeschiff umlaufende Galerie. Beim Antrieb wurden nach den guten Erfahrungen mit dem Voith-Schneider-Propeller bei den drei „Winterschiffen“ dieser weiterentwickelt verwendet. Auf geplante Experimente – einer Kombination von Doppelschrauben mit einem Voith-Schneider-Propeller – wurde verzichtet.
Als Flaggschiff der Konstanzer Flotte der Deutschen Reichsbahn wurde die Baden auf dem Obersee meist im Kursverkehr zwischen Konstanz und Bregenz eingesetzt. Die meisten anderen größeren Bodenseeschiffe wurden während der NS-Diktatur in Deutschland von der NS-Organisation „Kraft durch Freude“ für Ausflugsfahrten verwendet.
Der Zweite Weltkrieg brachte den Niedergang des Ausflugverkehrs auf dem Bodensee. Aufgrund zunehmender Treibstoffknappheit wurden die Motorschiffe der Deutschen Reichsbahn nach und nach stillgelegt. 1944 wurde der Bodensee-Schiffsverkehr eingestellt und die Baden mit weiteren Konstanzer Motorschiffen (Höri, Schienerberg) in Ludwigshafen zum Schutz vor Fliegerangriffen verankert. Dennoch wurden die Schiffe am 24. Juli 1944 durch amerikanische Jagdbomber entdeckt und beschossen. Nur dem Einsatz einiger Berufsfischer, die die Einschusslöcher mit Korken unterhalb der Wasserlinie abdichteten, war zu verdanken, dass die Baden schwimmfähig blieb. Spuren dieses Luftangriffes – es wurden mehr als vierhundert Treffer gezählt – kann man noch heute an den Informationstafeln im Einstiegsdeck sehen.

### Nachkriegszeit
1945 wurde die Baden provisorisch repariert und als schwimmendes Casino für die französischen Besatzungstruppen vor dem Konstanzer Insel-Hotel verankert. 1948 kam es zur Wiederaufnahme sämtlicher Kurse der Bodensee-Schifffahrt. Nach der Freigabe 1949 wurden die letzten Kriegsschäden im Rahmen einer Generalüberholung beseitigt. Anschließend konnte die Baden wieder ihre Kursfahrten auf dem Obersee aufnehmen.
Nachdem die beiden Voith-Schneider-Propeller zur Reparatur ausgebaut worden waren, drang am 22. Januar 1955 Wasser in den Schiffsrumpf ein und das Schiff sank mit dem Heck voraus auf den Grund des Konstanzer Werfthafens. Zwei Tage später wurde es mit Hilfe der Feuerwehr wieder gehoben.
Seit der Indienststellung des neuen Konstanzer Flaggschiffs München im Jahr 1962 verkehrt die Baden vermehrt im Überlinger See, wo sie ab 1969 als Kursschiff eingesetzt wurde.

### Jahrtausendwende
Im ausgehenden 20. und beginnenden 21. Jahrhundert war die Baden fast ausschließlich auf ihren Stammkursen im Überlinger See unterwegs. Während der Hauptsaison war sie gegen 21.15 Uhr meist das letzte Kursschiff, das den Hafen Konstanz erreichte.
Während der über 70-jährigen Dienstzeit wurde die Baden immer wieder überholt und auf dem Stand der Technik gehalten, zuletzt im Winterhalbjahr 1997/1998, in dem eine große Generalüberholung und Modernisierung stattfand. Diese Modernisierungen nahmen leider keine Rücksicht auf die historisch wertvolle originale Innenraumgestaltung. Der jahrelange Einsatz als „Discoschiff“ trug ebenfalls nicht zum Erhalt des Mobiliars bei.
Zuletzt legte die Baden 2009 im Liniendienst auf dem Überlinger See 28.800 Kilometer zurück und beförderte 322.000 Fahrgeäste.

### Heutige Situation
Das betagte Motorschiff Baden wird nach der Indienststellung der Überlingen aus dem Jahr 2010 künftig geschont und wurde am 1. Juli 2010 nach Lindau verlegt. Von dort aus war sie auf Nebenkursen (ab dem Hafen Lindau auf Kursfahrt über Bad Schachen, Wasserburg nach Rorschach und umgekehrt) und für Rundfahrten auf dem Obersee unterwegs. Bereits im Rahmen der Lindauer Hafenweihnacht 2009 lag die Baden festlich geschmückt im Lindauer Hafen als Weihnachtsschiff.
Eine umfangreiche Landrevision erhielt die MS Baden auf der BSB Werft in Friedrichshafen im Winter 2013/14.
Heute ist es in Friedrichshafen stationiert und verkehrt im Linienverkehr auf dem Obersee (Stand 2022).

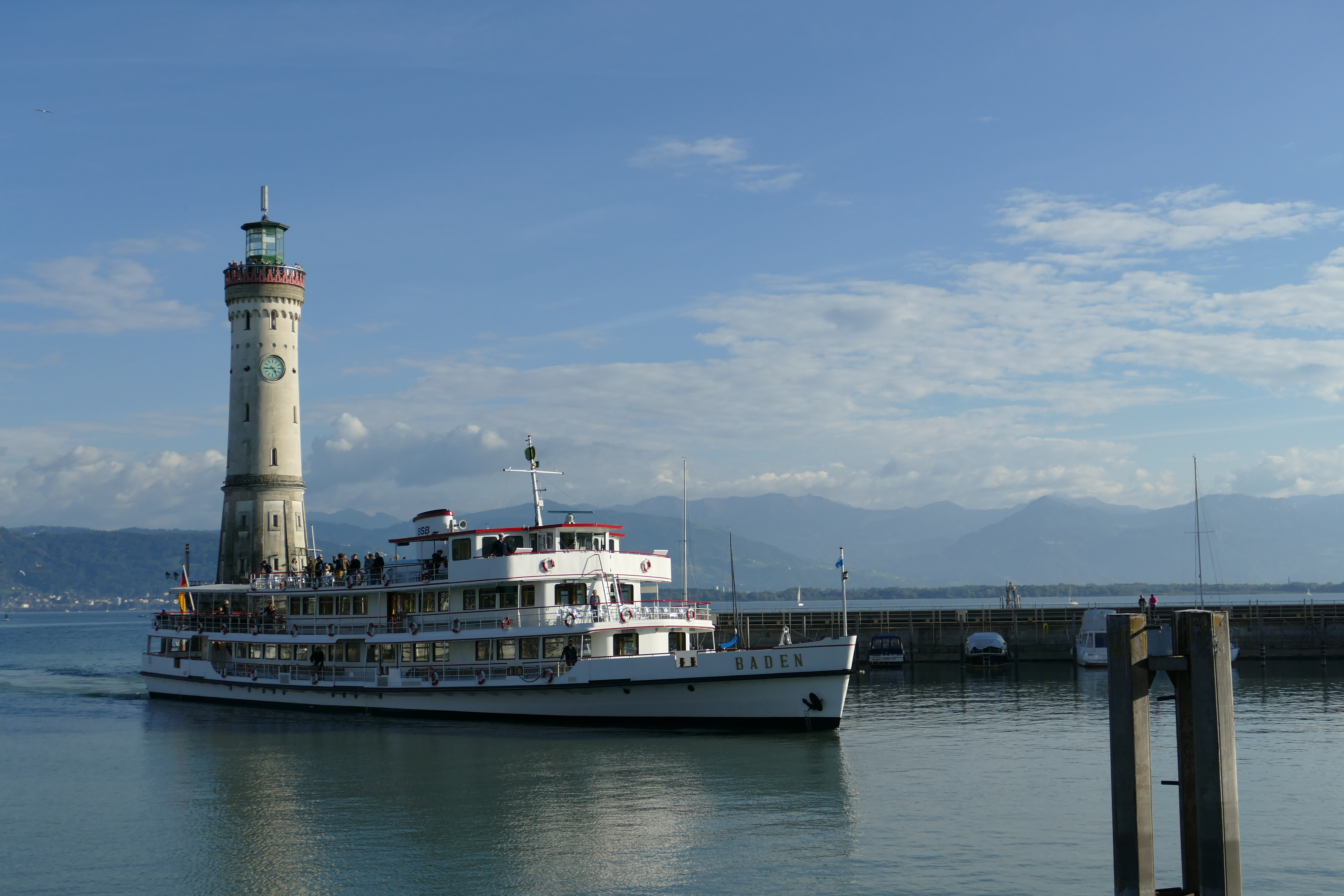
Die Baden bei der Einfahrt in den Lindauer Hafen

## Denkmalschutz

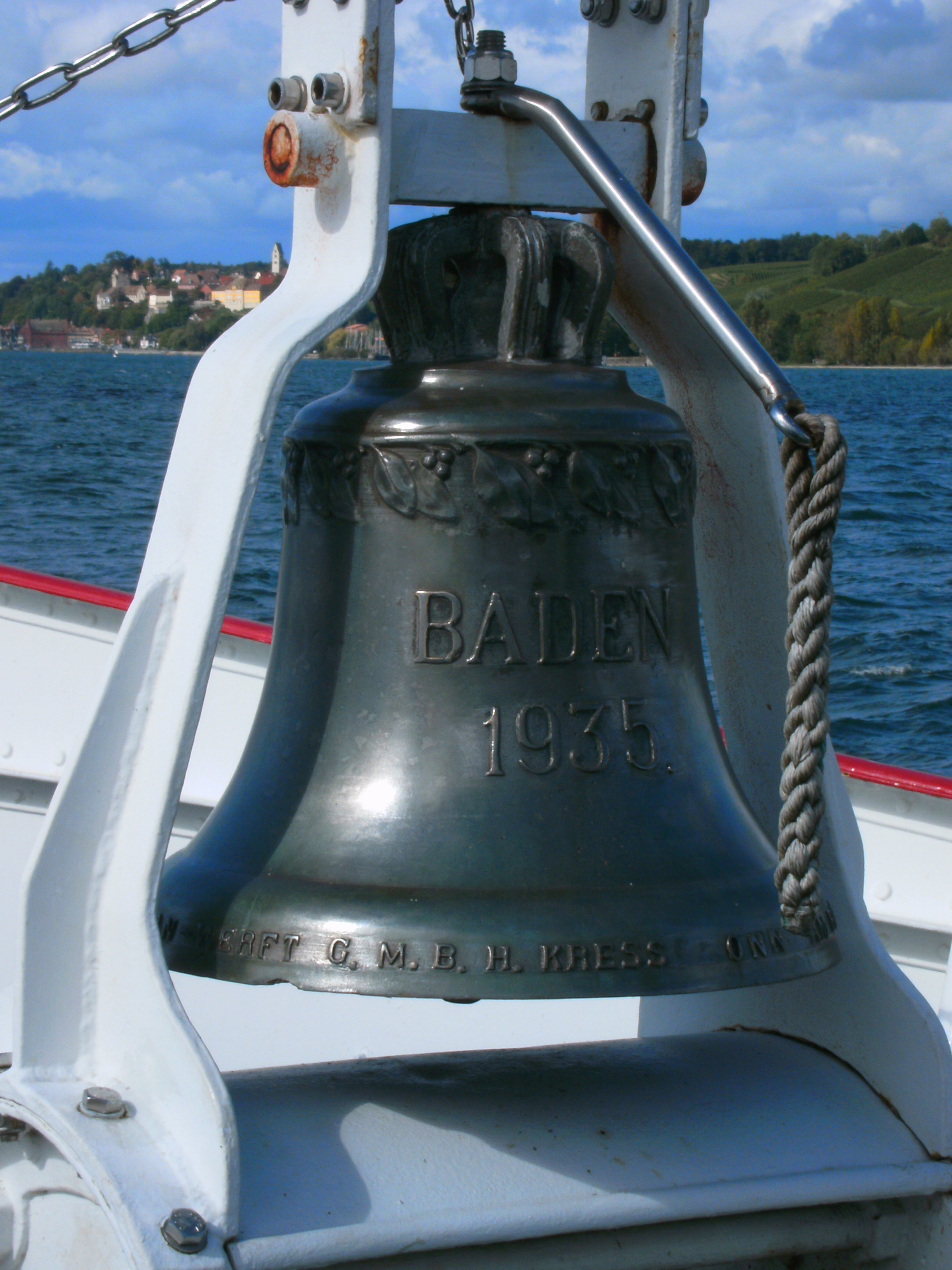
Bodensee: Baden (Schiff, 1935) Schiffsglocke

Bei einem Vortrag im Zeppelin Museum über die Zukunft der Bodensee-Schiffsbetriebe war 2011 zu hören, dass die Baden und weitere zwei Motorschiffe aus der Vorkriegszeit (Karlsruhe vom 28. April 1937, Schwaben vom 7. Mai 1937) als Traditionsschiffe langfristig erhalten bleiben sollen. Die Bodensee-Schiffsbetriebe und die Stadt Konstanz als zuständige Denkmalbehörde unterzeichneten am 4. Juni 2014 einen Vertrag zum dauerhaften Erhalt der MS Baden. Somit steht das Schiff seitdem unter Denkmalschutz.